# Сергий (Зятьков)
Епископ Сергий (в миру Сергей Анатольевич Зятьков; 15 февраля 1967, деревня Дроздово, Ярцевский район, Смоленская область) — архиерей Русской православной церкви, епископ Новороссийский и Геленджикский.

## Биография
Родился в 1967 году в деревне Дроздово Ярцевского района Смоленской области в семье рабочих, которые всю свою жизнь посвятили Смоленщине. Мать была доярка, отец — тракторист.
По окончании восьмилетней школы уехал в Москву, где обучался в профтехучилище. Во время обучения в Москве принял крещение в храме Успения Божией Матери на Болгарском подворье. О своём пути к Богу отец Сергий говорит так: «Когда меня спрашивают, кто повлиял на меня религиозно, то на этот вопрос я затрудняюсь ответить. Сколько себя помню — всегда верил в Бога. Вера — это дар Божий, который подкрепятся примером близких людей. Возможно, это пример моей благочестивой бабушки, простой русской женщины, которая каждый день молилась Богу за всю нашу семью. К тому времени, когда я поступал в училище, я был уже твёрдым христианином, приехав в Москву, крестился. Крещение перевернуло всю мою жизнь, ибо, как говорит Господь, „кто не родится от воды и Духа Царствие Божие не унаследует“. Вот крещение это и есть рождение человека».
Приняв крещение, стремился как можно чаще посещать церковные богослужения, ездил в Троице-Сергиеву лавру, Свято-Данилов монастырь. Жизнь монахов этих обителей произвела на молодого человека огромное впечатление, сам уклад иноческой жизни привлекал его. Большое значение в его жизни сыграла встреча с архимандритом Кириллом (Павловым), советы и наставления которого помогли в его духовном становлении.
Закончив обучение в Москве, принял решение посвятить свою жизнь Богу. Он отправился в Смоленск, где тогдашний правящий архиерей Смоленской епархии архиепископ Феодосий (Процюк) назначил его своим иподиаконом. С приходом на Смоленскую кафедру архиепископа Смоленского и Вяземского Кирилла (Гундяева) продолжил служение в сане иподиакона.
В 1986—1987 годы проходил срочную службу в армии.

### Священническое служение
В апреле 1988 г. архиепископом Смоленским Кириллом пострижен в рясофор с именем Сергий в честь преподобного Сергия, игумена Валаамского.
28 августа 1988 г. архиепископом Смоленским Кириллом рукоположён в сан иеродиакона, 14 октября — рукоположён в сан иеромонаха.
25 октября 1988 г. назначен настоятелем Покровской церкви г. Демидова Смоленской епархии. 25 декабря 1991 г. назначен благочинным Демидовского округа.
23 апреля 1992 г. митрополитом Смоленским и Калининградским Кириллом пострижен в мантию со старым именем.
В 1990-е годы иеромонах Сергий по благословению правящего архиерея Смоленской епархии возглавляет информационно-издательский отдел, именно он начинал возрождение епархиального журнала «Смоленские епархиальные ведомости». Кроме того принимал участие в перезахоронении Смоленских митрополитов в усыпальницу кафедрального собора.
В 1995 году заочно окончил Московскую духовную семинарию.
1 сентября 1995 года назначен настоятелем Спасо-Преображенского собора города Рославля и благочинным Рославльского округа.
17 апреля 1996 году к празднику Святой Пасхи возведен в сан игумена.
Под его руководством при Спасо-Преображенском приходе в городе Рославль образовалось монашеское братство, благодаря чему 2 сентября 1996 году назначен настоятелем возрождённого Рославльского Спасо-Преображенского мужского монастыря.
Трудами игумена Сергия, по благословению митрополита Кирилла, в Рославле была образована православная гимназия действующая при Рославльском Спасо-Преображенском монастыре.
5 октября 1999 года решением Священного Синода назначен настоятелем храма Святой Зинаиды в городе Рио-де-Жанейро (Бразилия). Из-за жаркого климата не смог продолжительное время оставаться в Рио-де-Жанейро.
6 октября 2001 года решением Священного Синода освобождён от должности настоятеля прихода Святой Зинаиды в Рио-де-Жанейро и 30 октября отбыл в Москву. В ноябре вернулся в Рославль.
4 ноября 2001 года повторно назначен настоятелем Рославльского Спасо-Преображенского монастыря и директором православной гимназии № 2 города Рославля.
21 марта 2002 года назначен настоятелем подворья монастыря — прихода святителя Стефана Великопермского города Десногорска с сохранением возложенных ранее послушаний.
В 2003 году назначен благочинным Рославльского округа.
9 января 2007 года митрополитом Смоленским Кириллом возведен в сан архимандрита.
14 декабря 2012 года освобождён от должности благочинного Рославльского округа по собственному желанию.
В 2013 года закончил филиал Московского института государственного управления и права в Смоленской области с присуждением квалификации «юрист» по специальности «юриспруденция».

### Архиерейство
5 мая 2015 года на заседании Священного синода РПЦ избран епископом Вяземским и Гагаринским (Смоленская митрополия).
16 мая 2015 года был наречён во епископа в домовом храме Всех Святых в земле Русской просиявших Патриаршей резиденции в Свято-Даниловом монастыре в Москве.
21 мая 2015 года в праздник Вознесения Господня в Спасо-Вознесенском кафедральном соборе города Ульяновска состоялась хиротония архимандрита Сергия во епископа Вяземского и Гагаринского, которую совершили: патриарх Московский и всея Руси Кирилл, митрополит Санкт-Петербургский и Ладожский Варсонофий (Судаков), митрополит Оренбургский и Саракташский Валентин (Мищук), митрополит Чебоксарский и Чувашский Варнава (Кедров), митрополит Уфимский и Стерлитамакский Никон (Васюков), митрополит Симбирский и Новоспасский Феофан (Ашурков), митрополит Нижегородский и Арзамасский Георгий (Данилов), митрополит Саратовский и Вольский Лонгин (Корчагин), митрополит Саранский и Мордовский Зиновий (Корзинкин), митрополит Смоленский и Рославльский Исидор (Тупикин), архиепископ Йошкар-Олинский и Марийский Иоанн (Тимофеев), епископ Солнечногорский Сергий (Чашин), епископ Барышский и Инзенский Филарет (Коньков), епископ Мелекесский и Чердаклинский Диодор (Исаев).
29 октября 2019 года утверждён в должности священноархимандрита Свято-Владимирского мужского монастыря на истоке Днепра Сычёвского района Смоленской области.
24 октября 2024 года решением Священного синода Русской православной церкви определён быть епископом Новороссийским и Геленджикским.

## Награды
- Орден преподобного Серафима Саровского III степени (27 ноября 2005 года; «во внимание к усердному пастырскому служению и в связи с 445-летием Рославльского Спасо-Преображенского монастыря»[16]).
- Патриаршая грамота (2 октября 2010 года; «за усердный и ревностный труд на благо Русской Православной церкви»[17]).
- Медаль в честь Смоленской иконы Божией Матери «Одигитрия» III степени (Смоленская епархия; 2011 год).
- Орден преподобного Сергия Радонежского III степени (11 июня 2017)[18].
- Почётный гражданин города Рославля (20 августа 2022)[19]